# Championnat de Slovénie de football 2004-2005
Navigation
Saison précédente Saison suivante
La saison 2004-2005 du Championnat de Slovénie de football est la 14e édition de la première division slovène à poule unique, la PrvaLiga. Les 12 meilleurs clubs slovènes jouent les uns contre les autres à deux reprises durant la saison, à domicile et à l'extérieur. À la fin de cette première phase, les six premiers jouent une poule pour le titre où ils se rencontrent à nouveau deux fois tandis que les six derniers jouent une poule de relégation ; à l'issue de cette phase, l'avant-dernier joue un barrage de promotion-relégation et le dernier est directement relégué en D2.
C'est le HIT Gorica, champion en titre, qui termine une nouvelle fois en tête de la poule pour le titre, 13 points devant un duo composé du NK Domžale et du Publikum Celje. C'est le 3e titre de champion de Slovénie de l'histoire du club. Le NK Maribor, 7 fois champion de Slovénie, rate complètement sa saison et doit disputer la poule de relégation.
Plusieurs forfaits d'avant-saison ont modifié la composition des équipes engagées en championnat. En effet, trois clubs ne peuvent s'inscrire pour cette saison, il s'agit du NK Šmartno 1928, du NK Dravograd et du NK Rudar Velenje, pourtant champion de D2. Ils sont donc remplacés par 3 formations de deuxième division : le NK Bela Krajina, qui avait disputé et perdu le barrage de promotion-relégation la saison dernière, le NK Zagorje et le NK Drava Ptuj, repêché après avoir terminé dernier lors du dernier championnat.
Cette saison est marquée par plusieurs relégations administratives, à la suite de situations financières de plusieurs clubs. L'Olimpija Ljubljana, le NK Mura et le NK Ljubljana sont ainsi rétrogradés en fin de saison en dépit de leurs résultats sportifs. Il y a ainsi 4 formations relégués en fin de saison, ce qui conduit la fédération à réduire le nombre de clubs de 12 à 10 pour la saison prochaine.

## Les 12 clubs participants
| - Olimpija Ljubljana - NK Maribor - NK Ljubljana - HIT Gorica - NK Mura - NK FC Koper | - Publikum Celje - NK Drava Ptuj - NK Zagorje - Promu de D2 - NK Domžale - NK Primorje - NK Bela Krajina - Promu de D2 |

## Compétition
Le barème de points servant à établir tous les classements se décompose ainsi :
- Victoire : 3 points
- Match nul : 1 point
- Défaite : 0 point

### Première phase
| Rang | Équipe              | Pts | J  | G  | N | P  | Bp | Bc | Diff |
| ---- | ------------------- | --- | -- | -- | - | -- | -- | -- | ---- |
| 1    | HIT Gorica (T)      | 47  | 22 | 14 | 5 | 3  | 39 | 20 | +19  |
| 2    | Publikum Celje      | 37  | 22 | 11 | 4 | 7  | 33 | 18 | +15  |
| 3    | NK Primorje         | 35  | 22 | 10 | 5 | 7  | 28 | 20 | +8   |
| 4    | Olimpija Ljubljana  | 35  | 22 | 10 | 5 | 7  | 28 | 26 | +2   |
| 5    | NK Domžale          | 33  | 22 | 9  | 6 | 7  | 33 | 27 | +6   |
| 6    | NK Drava Ptuj       | 32  | 22 | 9  | 5 | 8  | 27 | 27 | 0    |
| 7    | NK Maribor          | 32  | 22 | 9  | 5 | 8  | 30 | 27 | +3   |
| 8    | NK Ljubljana        | 29  | 22 | 7  | 8 | 7  | 30 | 32 | -2   |
| 9    | NK Mura             | 28  | 22 | 7  | 7 | 8  | 31 | 28 | +3   |
| 10   | NK Bela Krajina (P) | 21  | 22 | 5  | 6 | 11 | 20 | 39 | -19  |
| 11   | NK FC Koper         | 19  | 22 | 4  | 7 | 11 | 20 | 30 | -10  |
| 12   | NK Zagorje (P)      | 13  | 22 | 2  | 7 | 13 | 11 | 36 | -25  |

|  | Participation à la poule pour le titre                  |
|  | Participation à la poule de relégation                  |
|  | (T) Tenant du titre (P) Club promu de deuxième division |

### Seconde phase

#### Poule pour le titre
| Rang | Équipe             | Pts | J  | G  | N  | P  | Bp | Bc | Diff |
| ---- | ------------------ | --- | -- | -- | -- | -- | -- | -- | ---- |
| 1    | HIT Gorica (T)     | 65  | 32 | 18 | 11 | 3  | 49 | 23 | +26  |
| 2    | NK Domžale         | 65  | 32 | 14 | 10 | 8  | 48 | 36 | +12  |
| 3    | Publikum Celje (C) | 52  | 32 | 16 | 4  | 12 | 47 | 28 | +19  |
| 4    | NK Primorje        | 46  | 32 | 12 | 10 | 10 | 37 | 30 | +7   |
| 5    | NK Drava           | 46  | 32 | 12 | 10 | 10 | 40 | 36 | +4   |
| 6    | Olimpija Ljubljana | 37  | 32 | 10 | 7  | 15 | 34 | 52 | -18  |

|  | Qualification pour la Ligue des champions 2005-2006       |
|  | Qualification pour la Coupe UEFA 2005-2006                |
|  | Qualification pour la Coupe Intertoto 2005                |
|  | Relégation administrative en deuxième division            |
|  | (T) Tenant du titre (C) Vainqueur de la Coupe de Slovénie |

#### Poule de relégation
| Rang | Équipe              | Pts | J  | G  | N  | P  | Bp | Bc | Diff |
| ---- | ------------------- | --- | -- | -- | -- | -- | -- | -- | ---- |
| 7    | NK Maribor          | 51  | 32 | 15 | 6  | 11 | 47 | 36 | +11  |
| 8    | NK Mura             | 44  | 32 | 11 | 11 | 10 | 43 | 39 | +4   |
| 9    | NK Ljubljana        | 42  | 32 | 10 | 12 | 10 | 38 | 43 | -5   |
| 10   | NK Bela Krajina (P) | 37  | 32 | 9  | 10 | 13 | 31 | 44 | -13  |
| 11   | NK FC Koper         | 36  | 32 | 9  | 9  | 14 | 38 | 41 | -3   |
| 12   | NK Zagorje (P)      | 14  | 32 | 2  | 8  | 22 | 18 | 62 | -44  |

|  | Relégation administrative en deuxième division |
|  | Relégation sportive en deuxième division       |
|  | (P) Club promu de deuxième division            |

- Du fait de la relégation administrative du NK Ljubljana et du NK Mura en D2, le barrage de promotion-relégation n'est pas organisé puisque le NK FC Koper est automatiquement maintenu en première division tandis que le 2e de D2, le NK Nafta Lendava est directement promu.

## Bilan de la saison
| Championnat de Slovénie de football 2004-2005 |                                                    |
| Champion                                      | HIT Gorica (3e titre)                              |
| Coupes et trophées                            |                                                    |
| Vainqueur de la Coupe de Slovénie 2004-2005   | Publikum Celje                                     |
| Qualifications continentales                  |                                                    |
| Ligue des champions 2005-2006                 | HIT Gorica                                         |
| Coupe UEFA 2005-2006                          | Publikum Celje                                     |
| Coupe UEFA 2005-2006                          | NK Domžale                                         |
| Coupe Intertoto 2005                          | NK Drava                                           |
| Promotions et relégations                     |                                                    |
| Promus en PrvaLiga                            | NK Rudar Velenje NK Nafta Lendava                  |
| Relégués en Division 2                        | NK Zagorje NK Ljubljana Olimpija Ljubljana NK Mura |